# ژروم گناکو
ژروم گناکو (فرانسوی: Jérôme Gnako‎؛ زادهٔ ۱۷ فوریهٔ ۱۹۶۸) بازیکن سابق فوتبال اهل فرانسه است.
از باشگاه‌هایی که در آن بازی کرده‌است می‌توان به باشگاه فوتبال موناکو، باشگاه فوتبال سوشو، باشگاه فوتبال بوردو، باشگاه فوتبال آنژه، و باشگاه فوتبال نیس اشاره کرد.
وی همچنین در تیم ملی فوتبال فرانسه بازی کرده‌است.